# Varga Ferenc (szobrász)
Varga Ferenc (Székesfehérvár, 1906. május 29. – USA, 1989. szeptember 3.) szobrász.

## Pályafutása
Tehetsége korán megmutatkozott, már tíz évesen festeni kezdett otthon. 
A Képzőművészeti Főiskolán mesterei Bory Jenő és Sidló Ferenc voltak, már főiskolásként elnyerte a Ferenczy-díjat. A főiskola elvégzése után Bory Jenő mellett tanársegéd volt, és tanított 1940-ig. 
1937-ben nősült meg, felesége Pázmán Anna, fia ifj. Varga Ferenc, amerikaiként már Frank Varga, aki szintén képzőművész lett.  
Varga Ferenc első sikerét 1926-ban egy kiállításon „Éva” című márványszobrával érte el, majd Piszke I. világháborús emlékművét készítette el, melyet 1930. november 2-án avattak fel, Habsburg József főherceg jelenlétében. 
1928-ban Lord Rothermere díjat kapott, majd Olaszországba került ösztöndíjjal. Itt már több szobrát megvásárolták, majd hazatérése után a „Betlehemes Mozgalom” keretében szentek szobrait készítette templomok számára. 
További I. világháborús emlékművei Kiskunfélegyházán és Szatmárnémetiben (Satu Mare) vannak. „Szent István és tanítványa” című szobra (1939) a székesfehérvári Ciszterci Gimnázium épületében látható, míg Szent Imrét ábrázoló szobra Győrben. 1940-ben Balló-ösztöndíjat nyert, és a Gábor Áron-szoborpályázat első díját is ő nyerte el. 
1948-ban emigrált, előbb Belgiumban, majd két évig Kanadában élt, végül az Egyesült Államokban telepedett le. Detroitban (Michigan állam) művészeti stúdiót nyitott, de nehezen indult be újra a képzőművészeti karrierje. 1970-ben stúdiójával együtt Floridába költözött, ahol tovább tanított. 1979-ben az Accademia Italia delle Arti del Lavoro aranyéremmel tüntette ki. A családja által nyilvántartott szobrainak többségét már az Egyesült Államokban alkotta, ezen művei főleg temetőkben és magántulajdonban vannak.
Élete utolsó heteiben is dolgozott, majd 1989. szeptember 3-án hunyt el családja körében.

## Művek közgyűjteményekben
- Magyar Nemzeti Múzeum, Budapest

## Köztéri művei
- Szent István és tanítványa (carrarai márvány) – 1939, Ciszterci Gimnázium, Székesfehérvár, Magyarország[4]
- Szent Imre (mészkő) – 1940, Győr, Magyarország[5]
- I. világháborús emlékmű (bronz) – 1940, Kiskunfélegyháza, Magyarország[6]
- I. világháborús emlékmű (mészkő) – 1930. november 2., Lábatlan-Piszke, Magyarország[7]
- Szent István (márvány) – 1958, Toledo, Ohio, USA[8]